# Impatiens wilksiana
Impatiens wilksiana är en balsaminväxtart som beskrevs av Stevart, S.B.Janssens och Fischer Impatiens wilksiana ingår i släktet balsaminer, och familjen balsaminväxter. Inga underarter finns listade i Catalogue of Life.